# Guabonito
Guabonito è un'ampia struttura anulare presente sulla superficie di Titano.